# Músculo serrátil póstero-superior
O músculo serrátil posterior superior é um músculo do tórax.
Inserção Medial e Proximal: Processos espinhosos da C7 à T3
Inserção Lateral e Distal: Borda superior e face externa da 2ª a 5ª costelas
Inervação: Ramos dos 4 primeiros nervos intercostais
Ação: Elevação das primeiras costelas (ação inspiratória)